# Ash Ketchum
Ash Ketchum (Satoshi) fiktivan je lik iz Pokémon franšize – videoigara, animiranih serija, manga stripova, knjiga, igračaka i ostalih medija kojima je tvorac Satoshi Tajiri.
Ash Ketchum glavni je lik Pokémon animirane serije. Isto tako, glavni je lik u manga stripovima kao što su Electric Tale of Pikachu, Pokémon Zensho i Ash & Pikachu. Njegov se lik nejasno temelji na glavnom protagonistu u videoigrama Pokémon Red i Blue.
Imena Ash i Satoshi (kao u imenu tvorca Pokémona, Satoshija Tajirija) bila su standardni izbori imena u igri Pokémon Red. Njegovo prezime Ketchum igra je riječi na prijašnji moto Pokémon franšize, "Gotta catch 'em all!" ("Moraš skupit sve!").

## Osobnost
Ash je tipični desetogodišnji junak/dječak japanskih manga stripova: veoma razdražljiv, hrabar, izražajan, katkad usredotočen do točke smušenosti, i lukav i bistar kada su u pitanju njegovi opsesivni interesi; u ovom slučaju, treniranje Pokémona; iako je često potpuno nesnalažljiv u ostalim područjima. Istodobno, pun je samopouzdanja i hrabrosti, iako je veoma arogantan i tvrdoglav. Isto tako, Ash pokazuje nevjerojatnu količinu izdržljivosti. Nekoliko puta biva udaren od napada pojedinih Pokémona (poput njegova Charizarda, koji često riga vatru na njega), koji ne uzrokuju nikakvu trajnu štetu na njemu. Doduše, ovakvi se prizori najčešće prikazuju iz komedijskih razloga.
Ash je veoma neoprezan, nepažljiv i nesmotren, što se posebno pokazuje u Pokémon filmovima. U prvom filmu (Pokémon: The First Movie) ulijeće ispred dvaju snažnih psihičkih napada koje istodobno ispale Mew i Mewtwo, što ga ubije i pretvara u kamen, iako ga kasnije ožive suze svih prisutnih Pokémona; u drugom filmu (Pokémon: The Movie 2000) zalijeće se u električne kaveze gdje su se nalazili Moltres i Zapdos u pokušaju da ih oslobodi; u trećem filmu (Pokémon 3: The Movie) zalijeće se u snažno energetsko polje kojima su zaštićeni tajanstveni Pokémoni Unowni; u četvrtom filmu (Pokémon 4Ever) zalijeće se u drvo nakon što biva pogođen od jednih od Celebijevih napada, i isto tako, uđe u golemo drveno čudovište kako bi izvukao Celebija; a u petom filmu Ash se zalijeće u energetsko polje koje šteti Latiosu, Pikachuu i Latiasu, isto u pokušaju da ih spasi. U epizodi "Battling the Enemy Within" Asha zaposjedne zli duh drevnog kralja jer se Ash, zbog znatiželje, pokušao miješati s drevnim artefaktima.

## Snovi i sudbina
Poput većine protagonista manga stripova, Ash sanja o velikom pothvatu: želi biti najbolji Pokémon majstor na čitavom svijetu. U potrazi za ciljem, on luta svijetom Pokémona, boreći se protiv Vođa dvorana i prisustvujući na natjecanjima Pokémon liga, kao što to čine protagonisti u Pokémon videoigrama. Kroz animiranu seriju Ash se borio protiv nekoliko članova Elitne četvorke, kao što su Agatha, Lorelei (Prima), Bruno, Drake i Steven, no zasada je uspio pobijediti samo jednog.
Čini se kako Ash ima vezu s Legendarnim Pokémonima. U filmu Pokémon: The Movie 2000 otkriveno je da je Ash Izabrani koji će pomoći Lugiji da spasi svijet i Pokémone - Moltresa, Zapdosa i Articuna. Najznačajnija veza s Legendarnim Pokémonima jest ta da je jedina živuća osoba koja je vidjela Ho-Oha, Legendarnog Pokémona koji je navodno nestao s ovoga svijeta prije tri stoljeća. U filmu Pokémon: Lucario and the Maystery of Mew Ashova aura podsjeća na auru Sira Aarona, legendarnog heroja te Aaronov Lucario slučajno zamijeni svog gospodara i Asha.

## Prijatelji
Ash svog Pikachua smatra svojim najboljim prijateljem. Istodobno, smatra sve svoje Pokémone svojim prijateljima.
Misty, jedna od četiriju sestara koje su Vođe dvorane grada Ceruleana, prva je osoba koja prati Asha kroz njegovo putovanje te mu pravi društvo kroz Kanto regiju, Orange otoke i Johto regiju. Ash upoznaje Misty u prvoj epizodi i "posuđuje" njezin bicikl kako bi pobjegao jatu Spearowa i odnio svog izmorenog Pikachua u obližnji Pokémon centar. Tijekom tog događaja, Pikachu slučajno svojim Električnim napadom sprži Mistyjin bicikl. Misty, razbješnjena onime što se dogodilo biciklu, odluči "pratiti" Asha dok joj on ne kupi novi. Tijekom Whirl Cup natjecanja Ash je u Misty pronašao suparnicu. Iako je Ash izgubio u borbi protiv Misty, ostali su veoma dobri prijatelji. U epizodi "Gotta Catch Ya Latter!", Misty priznaje Ashu da je rabila sprženi bicikl kao ispriku da postane njegova prijateljica. Isto tako, vratila se u dvoranu grada Ceruleana jer su njene sestre bile odsutne, i tada dobije novi bicikl od sestre Joy. U trenutku kada ga Misty pozdravi Ash joj se zaklinje da će se ponovo vidjeti. Ash i Misty ponovo su se sreli u epizodama "The Princess and the Togepi" i "The Scheme Team".
Brock je bio Vođa dvorane grada Pewtera dok nije sreo Asha, kada i odluči praviti društvo Ashu kroz njegovo Pokémon putovanje. Otada je Brock s Ashom putovao kroz svaku od regija (izuzev Orange otoka). Ash je prvi put sreo Brocka u dvorani grada Pewtera kada je pokušavao osvojiti Oblutak bedž. Ash je od Brockova oca Flinta saznao da se Brock sam morao brinuti za svojih desetero braće i sestara. Nakon što Ash prvi put izgubi u borbi protiv Brocka, a kasnije i sam preda meč jer smatra da nije pošteno pobijedio, Brock priznaje Ashu da je oduvijek htio postati Pokémon uzgajivač, a ne Pokémon trener. Brockov je otac preuzeo brigu za njegovih desetoro braće i sestara kada se Brock pridružio Ashu i Misty. Ash je s Brockom putovao kroz gotovo svaku regiju i trenutačno s njim putuje kroz Sinnoh regiju.
Tracey Sketchit treći je Ashov suputnik, iako samo kroz Ashova putovanja na Orange otocima. Ash i Misty prvi su put upoznali Traceyja u epizodi "The Lost Lapras". Ash i Misty suprotstavili su se trojici trenera koji su maltretirali mladog Laprasa. Tracey je prekinuo borbu i počeo crtati i kritizirati Pokémone triju trenera. Tracey je bio veoma impresioniran Ashovim Pikachuom i njegovim Gromovitim šokom (Thundershock) koji je otjerao trojicu trenera. Tracey je odmah odlučio putovati s Ashom i Misty kada je saznao da oboje poznaju njegova idola, profesora Oaka. Kada su se Ash i Misty vratili s Orange otoka u grad Pallet, Tracey je odlučio ostati u laboratoriju profesora Oaka i postati Oakov pomoćnik. Ash se uvijek vidi s Traceyjem kada dođe u grad Pallet.
May se pridružila Ashu na dan kada je ovaj stupio u Hoenn regiju. May se vozila biciklom u grad Littleroot kako bi izabrala svog prvog Pokémona, no morala je pričekati jer je profesor Birch pokušavao pomoći Ashovom bolesnom Pikachuu. Nakon što pronađu Pikachua, a kasnije i Asha, napadne ih Tim Raketa i Pikachu slučajno sprži Mayin bicikl. U početku, May je bila uzrujana, no nakon što shvati Ashovo znanje i ljubav prema Pokémonima i odabere Torchica kao svog početnog Pokémona, odluči pridružiti mu se kako bi imala prijatelja tijekom svog putovanja i nekog tko će joj pokazati osnove. May je putovala s Ashom kroz čitavu Hoenn regiju, kao i tijekom Ashovih izazova u Borbama bez granica (Battle Frontier). Prije odlaska u Johto regiju radi prisustvovanja u Pokémon izložbama, Ash i May imali su manje suparništvo kada se Ash odlučio prisustvovati u svojoj prvoj Pokémon izložbi. Suprotstavili su se u finalu, no borba na kraju biva izjednačena, te njih dvoje podijele nagradu, Izložbenu vrpcu, napola, kako bi ju svaki sačuvao za uspomenu.
Max, Mayin mlađi brat, putovao je s Ashom, Mayom i Brockom kroz Hoenn regiju i Ashove izazove u Borbama bez granica. Ash je prvu puta sreo Maxa u gradu Petalburgu gdje je Max glumio Vođu dvorane. Ash mu je povjerovao, i odlučio se boriti s njim, no njih se dvoje počelo svađati oko toga tko će prvi početi meč. May ih vidi i otkriva se kako je ona zapravo Maxova starija sestra, a njihov otac Vođa dvorane grada Petalburga. Max je prepoznao Asha jer je gledao njegovu borbu u Silver konferenciji za Pokémon trenere te biva zapanjen njegovom vještinom, iako brzo napomene da je Ash izgubio polufinalu turnira. Max odluči putovati s Ashom i May da bi mogao vidjeti razne Pokémone. Kada sazna da May želi otići u Johto, Max se uzrujao, jer će mu Ash i Brock nedostajati. Ash utješi Maxa i obeća mu da će se boriti s njim nakon što Max postane Pokémon trener.
Dawn je Ashova nova prijateljica. Dawn želi postati vrhunska Pokémon koordinatorica poput svoje majke. Dawn pronađe Ashova Pikachua nakon što ga uhvati Tim Raketa. Kasnije joj profesor Rowan otkrije da Pikachu zapravo pripada mladom Pokémon treneru Ashu. Na kraju Dawn uspijeva vratiti Pikachua Ashu, kada joj Ash ponudi da se pridruži njemu i Brocku tijekom putovanja kroz Sinnoh regiju, što ona i prihvati.
Kroz čitavu animranu seriju Ash susreće i sprijateljuje se s brojnim različitim osobama tijekom svog putovanja, koji se u većini slučajeva pojavljuju samo jednom i nikad više.

## Ashovi Pokémoni
Ash smatra da su svi njegovi Pokémoni njegovi prijatelji. Kao Pokémon trener, Ash sa sobom nosi šest Pokémona koji čine njegov aktivni tim. Doduše, Pokémon animirana serija nije stroga u pravilima poput videoigara te postoje Pokémoni koji su u Ashovom timu, a da nisu formalno uhvaćeni. Ovo često dopušta Ashu da biva praćen s više od šest Pokémona, posebno zato što Pikachu, jedini stalni član njegova aktivnog tima, nikada nije u svojoj Poké lopti.

### Pokémoni "pri ruci"
Ovo su Pokémoni koje Ash trenutačno nosi sa sobom kroz Sinnoh regiju. Prva dva Pokémona s njim su od početka njegova dolaska u Sinnoh. Kao i u Hoenn regiji, Ash je namjeravao sa sobom povesti samo Pikachua, no Aipom se potajno ušuljao na brod kojim je Ash krenuo u novu regiju.
- Pikachu

Ash Pikachua smatra svojim najboljim prijateljem. U prvoj epizodi Pikachu ga nije volio pokazujući to izvođenjem raznih Električnih napada na Ashu. I danas Pikachu šokira Asha da bi ga probudio u hitnim slučajevima. Njegov Pikachu pokazuje posebnu karakteristiku, a ta je njegova mržnja Poké-lopti te je zbog tog razloga uvijek izvan nje. Na kraju prve epizode Pikachu i Ash postaju najbolji prijatelji. Pikachu je prvi Pokémon kojeg je Ash dobio i jedini koji je uvijek u njegovu aktivnom timu. Nakon što je izgubio u borbi protiv Raichua poručnika Surgea Pikachu donosi odluku da nikada neće evoluirati. Ashov se Pikachu smatra izrazito snažnim Pokémonom svoje vrste što ga čini stalnom metom Tima Raketa. Netom prije svoje prve dvoranske borbe u Hoenn regiji Ash je Pikachua naučio tehniku Željeznog repa (Iron Tail) kako bi uspješno pobijedio Kamene Pokémone koje rabi prvi Vođa dvorane u Hoennu, iako se ta tehnika otada pokazala izuzetno uspješnom i korisnom i u raznim drugim bitkama. U Borbama bez granica naučio je Električno obaranje (Volt Tackle) koje je postalo jedan od Pikachuovih potpisnih napada. Pikachu je isto tako drugi Pokémon koji je uspješno pobijedio Legendarnog Pokémona pobijedivši Brandonova Regicea u Ashovoj trećoj borbi protiv njega.

### Pokémoni s profesorom Oakom
Budući da Ash sa sobom smije nositi samo šest Pokémona odjednom, često ostavlja ostale s Traceyjem i profesorom Oakom (ovo je slično Pokémon videoigrama u kojim igrač sprema svoje Pokémone u računalo). Scenaristi su ovaj način prisvojili kao način da omoguće Ashu da uhvati nove Pokémone, a da ne izgubi one stare. Ovi se Pokémoni čak pojavljuju i u Pokémon Kronikama čije se mjesto radnje odvija u laboratoriju, a Ash ih često posjećuje kada se nalazi između dviju regija. Ash isto tako ima mogućnost da ih prenese natrag u svoj tim (s tim da jednog Pokémona u aktivnom timu pošalje natrag) jednim pozivom profesoru Oaku.
- Pidove → Tranquill → Unfezant

Ash je uhvatio Pidovea u 14. sezoni u epizodi Enter Iris and Axew. Nakon toga se Pidove borio protiv Jessieninog Woobata, gdje je izgubio, ali se poslije u Pokemon centru oporavio. U epizodi Snivy Plays Hard to Catch se Pidove borio protiv divljeg Snivya kojeg je nakon toga Ash uhvatio. U epizodi A Rival Battle for Club Champ je Pidove izgubio u borbi od Ashovog suparnika Tripa. U epizodi A Venipede Stampede je Pidove evoluirao u Tranquilla, u pokušaju da zaustavi divlji stampedo Venipedea. U epizodi Archeops in The Modern World je Tranquill pomagao divljem Archenu da nauči letjeti. Nakojn što je Archen evoluirao u Archeopsa, naučio je letjeti. U epizodi An Amaznig Aerial Battle je Tranquill evoluirao u Unfezanta u borbi protiv Skyle, voditeljice dvorane grada Milstraltona u Unova regiji. U epizodi Rocking the Virbank Gym Part 1 se Unfezant borio protiv Roxieninog Koffinga. Roxie je voditeljica dvorane grada Virbanka. U epizodi Unova Survival Crisis je Unfezant pomagao Ashovom Pikachuu u borbi protiv Kami Trioa, koje je kontrolirao Giovanni. U epizodi Cameron's Secret Weapon je Ash koristio Unfezanta u četvrtfinalu Vertress Konferencije protiv Camerona, protiv kojeg je na kraju izgubio. U epizodi The Fires of a Red-Hot Reunion, Ash je poslao Unfeznata kod Profesora Oaka u zamjenu za svog Charizarda. U epizodi The Dream Continues je Ash ostavio Unfezanta i sve ostale svoje Pokemone osim Pikachua kod Profesora Oaka, prije nego što je krenuo na svoje novo Pokemon putovanje u Kalos regiju.
- Oshawott

Oshawott je prvo bio Pokemon profesorice Juniper, ali ga je ona dala Ashu. Oshawott se pojavio u epizodi Enter Iris end Axew gdje je pomogao Ashu i Iris da otjeraju Tim Raketa. On se borio s Jessienim Woobatom prije nego što je Tim Raketa pobjegao. U epizodi Sandile Gusher of Change se Oshawott pridružio Ashovu Pokemon timu. Oshawott se borio u dvoranskom meču u gradu Striatonu. Oshawott može blokirati napad pomoću svog školjkoreza. To se prvi put pokazalo u epizodi Dreams by the Yard Full. Ash je koristio Oshawotta u mnogim borbama kroz Unova regiju. Oshawott je ponekad u borbama bez Ashove volje izašao iz Poke-lopte. Oshawott se jako brine o svom školjkorezu i paničari kad ga izgubi. Nakon Unova lige ga je ostavio kod Profesora Oaka.
- Tepig → Pignite

Tepig je treći Pokemon kojeg je Igor uhvatio u Unova regiji. Tepig je prvo pripadao Pokemon treneru Shamusu, ali ga je on napustio jer je bio preslab. Nakon toga se kasnije pridružio Ashu. Tepig puno puta nije dobro prihvaćao poraz i bio je tužan nakon poraza. Primjer je bio bitka protiv Ashova rivala Tripa, kad je izgubio od Tripova Tranquilla. Tepig je evoluirao u Pignitea u epizodi Evolution by Fire kada se borio zajedno sa Snivyem protiv Shamusovog Heatmora i Emboara. Tijekom te bitke, Tepig je evoluirao u Pignitea i pomogao Ashu da dođe do pobijede. Nakon završetka Unova lige ga je ostavio u laboratoriju Profesora Oaka.
- Snivy

Snivy je Ashov četvrti uhvaćen Pokemon u Unova regiji u epizodi Snivy Plays Hard to Catch gdje se Ash jako namučio da ga uhvati. Na kraju je uspio. Ash je Snivya puno koristio u Unova regiji. U četvrtfinalu Unova lige ga je koristio u borbi protiv Cameronovog Riolua ali je izgubio. Nakon završetka Unova lige ga je ostavio u laboratoriju Profesora Oaka prije nego što je krenuo u Kalos regiju.
- Scraggy

Scraggy je Ashov peti Pokemon u Unova regiji. Ash je dobio Pokemon jaje od Karene, a iz jaja se kasnije izlegao Scraggy u epizodi Scraggy-Hatched to Be Wild. Nakon što se izlegao, Ash je ostavio Scraggya u laboratoriju Profesora Oaka prije nego što je krenuo u Kalos regiju.
- Sewaddle-Swadloon-Leavanny

Ash je prvi put ugledao Sewaddlea u Pinwheel šumi gdje ga je uhvatio. Evoluirao je u Swadloona u bitci protiv Burghovog Dwebblea, a nakon toga u Leavannya u borbi protiv divljih Duranta. Leavanny je bio korišten u Unova Pokemon ligi i protiv Roxie.
- Bulbasaur

Ash je Bulbasaura dobio od djevojke imena Melanie koja je čuvala nekoliko Travnatih Pokémona u jednom rezervatu, što ga je učinilo četvrtim Ashovim Pokémonom. Otada je Bulbasaur bio u Ashovu timu kroz čitavu Kanto regiju i Orange otoke te dio Johto sage pomažući mu u brojnim dvoranskim borbama. Njegov je Bulbasaur vođa i posrednik, preferirajući mirna rješenja konflikata od borbi. U Kanto sagi imao je priliku evoluirati u Ivysaura, no odbio je i ostao Bulbasaur. Kasnije u Johto sagi profesor Oak trebao je njegovu pomoć u rješavanju razmirica između Travnatih Pokémona u njegovu laboratoriju, pa mu ga je Ash poslao. Njegove posredničke vještine pomažu u održavanju mira u laboratoriju profesora Oaka. Mayin Bulbasaur zaljubljen je u Ashova Bulbasaura, a osjećaji su obostrani. Bulbasaurovo je posljednje pojavljivanje bilo u njegovoj borbi protiv Brandona.
- Krabby → Kingler

Da bi Misty i Brocku pokazao kako je sposoban uhvatiti još Pokémona, Ash je pronašao Krabbyja na obližnjoj plaži i uhvatio ga bez imalo truda. Bio je to Ashov sedmi Pokémon, što ga je učinilo prvim Pokémonom koji je ostao kod profesora Oaka. Krabby je ostao u laboratoriju do prvog Ashova meča u Indigo ligi, gdje je evoluirao u Kinglera u njegovoj prvoj borbi. Isto tako, prvu je borbu pobijedio potpuno sam, pobijedivši Exeggutora, Seadru i Golbata. Nije korišten do Johto sage, gdje ga je Ash pozvao da se bori u Whirl turniru. Kingler je s lakoćom onesvijestio Mistyjina Poliwhirla, no izgubio je protiv Mistyjina Psyducka. Kingler nije bio sposoban boriti se u Johto ligi, zbog ozljede koju je zadobio od Voltorba. Kingler je prikazan kao veoma veseo i prijateljski nastrojen Pokémon, često viđen kako se "rukuje" svojim štipaljkama s Ashovim Corphishom kao znak prijateljstva nakon Ashova povratka iz Hoenn lige.
- Muk

Istražujući problem u lokalnoj elektrani u Kanto regiji, Ash je uhvatio Muka koji je bio vođa grupe Grimera. Nedugo zatim poslao ga je profesoru Oaku, jer njegova Poké-lopta nije mogla zadržati njegov smrad. Ash je pozvao Muka u svoj tim tijekom Indigo lige, gdje mu je pomogao u bitci u četvrtoj rundi. Isto tako, pomogao mu je u borbi protiv Garyjeva Blastoisea u Johto ligi, no Ash ga je vratio natrag u Poké-loptu prije nego što ga je Blastoise pobijedio. Kasnije tijekom meča izgubio je protiv Garyjeva Scizora. Muk je i dalje veoma privržen Ashu i profesoru Oaku te je često viđen kako guši profesora Oaka, Traceyja i profesora Bircha.
- Tauros (x30)

Nakon što je slučajno uhvatio čitavo stado Taurosa u Kanto Safari zoni, Ash ih je poslao profesoru Oaku, na njegovo veliko neslaganje. Doduše, epizoda u kojoj ih je Ash uhvatio bila je zabranjena za prikazivanje u engleskim govornim područjima zbog pretjerane uporabe oružja te se, kao rezultat toga, Taurosi jednostavno i neobjašnjivo pojave u Ashovu vlasništvu. U Orange ligi jedan od Taurosa pomogao je Ashu u borbi protiv Drakea, a rabio je istog Taurosa kasnije u Johto regiji u utrci Taurosa. Korišten je u Johto ligi u borbi protiv Garyja. Ash je vratio Taurosa u svoj tim prije borbe protiv Anabel u Borbenom tornju (Battle Tower). Ashovi su Taurosi poznati kao neobuzdani i divlji Pokémoni; jednom prilikom razbili su zid laboratorija profesora Oaka. Neki fanovi smatraju da je Tauros kojeg Ash rabi u borbama zapravo vođa cijelog stada, iako je upitno rabi li Ash uvijek istog Taurosa.
- Snorlax

Tijekom putovanja kroz Orange otoke Ash je naišao na veliki voćnjak koji je napao proždrljivi Snorlax. Ash je uz pomoć Jigglypuffa uspio uhvatiti Snorlaxa. Ash ga je u svom timu zadržao kroz ostatak avantura kroz Orange otoke, no, nakon dolaska na otok Pummelo radi finala u Orange ligi, Snorlax je postao nepouzdan zbog njegovog lijenog ponašanja. Ash ga je iz tog razloga poslao natrag profesoru Oaku u zamjenu za jednog Taurosa. U Johto regiji Snorlax je korišten tijekom sumo natjecanja i kasnije u borbi protiv Clare, završnog Vođe dvorane grada Blacthorna. Nakon Ashovih avantura u Hoennu Mayin Munchlax i Ashov Snorlax postali su dobri prijatelji. Ash je privremeno vratio Snorlaxa u svoj tim radi borbe protiv Garyja i Harrisona u Silver konferenciji za trenere, kao i protiv Grete u Borbenoj areni (Battle Arena).
- Heracross

Heracross je bio prvi Pokémon kojeg je Ash uhvatio u Johto regiji. Njegova je zamjetna karakteristika težnja sisanju biljnog soka iz obližnjih stabala. Kao rezultat, kada Ash istodobno pozove Bulbasaura i Heracrossa, Heracross neuspješno pokušava sisati biljni sok iz lukovice na Bulbasaurovim leđima. Heracross je kasnije poslan u laboratorij na molbu profesora Oaka. Ash je privremeno vratio Heracrossa u svoj tim prije borbe sa Spenserom u Borbama bez granica, gdje je Heracross spremno pokušao isisati biljni sok iz cvijeta Spenserova Venusaura.
- Chikorita → Bayleef

Chikorita je bila tvrdoglav, ali veoma hrabar Pokémon. Ash ju je zaštitio od iznenadne snježne oluje, te se ona pridružila Ashovu timu nedugo nakon toga. Chikorita je bila izrazito ljubomorna na Pikachua, vidjevši u njemu suparnika za privlačenje Ashove pozornosti. Kada ju je Ash prije pozivao iz Poké lopte, obično se priljepila za njegovu nogu. Kada se razvila u Bayleef, u početku je imala problema na navikavanje na veću masu i veličinu. Doduše, Bayleef je ostala važan član Ashova tima. Bayleef rabi neke nekonvencijalne napade, poput korištenja Šibanja viticom (Vine Whip) kako bi skočila u zrak. Ash ju je ostavio u laboratoriju profesora Oaka nakon putovanja kroz Johto regiju.
- Cyndaquil → Quilava

Kada su Ash i još jedan suparnički trener pokušavali uhvatiti mladog Cyndaquila, Ash je bio prisiljen zaštititi ga, i to je učinio rabeći Poké-loptu. U početku je Cyndaquil imao problema rabeći Bacač plamena (Flamethrower) kada bi mu Ash to naredio. Nakon treninga s Ashom Cyndaquil je naučio rabiti Bacač plamena odmah. Ash je rabio Cyndaquila u Johto regiji, no ostavio ga je kod profesora Oaka prije odlaska u Hoenn regiju. Cyndaquil isto tako ima naviku da zaspi u nepriličnim situacijama. Kasnije je Cyndaquil evoluirao u Quilavu.
- Totodile

Kada su Ash i Misty pokušali uhvatiti Totodilea koji se pojavio izvan vode, oboje su bacili svoje Mamac lopte na njega. Nisu bili sigurni čija ga je lopta uhvatila, pa su se borili za njega. Ash je pobijedio i Mistyjina je Mamac lopta kasnije iskorištena za hvatanje njene Corsole. Totodile je bezbrižan i opušten Pokémon, koji često pleše kada ga Ash pozove izvan njegove Poké-lopte. Isto tako, voli zabavljati druge Pokémone svojim nestašlucima u vodi. Doduše, nekim se Pokémonima Totodileova bezbrižnost i šale nisu pretjerano dopadale. Ash je rabio Totodilea u Johto regiji, no ostavio ga je kod profesora Oaka prije putovanja u Hoenn regiju.
- Noctowl

Ashov je Noctowl jedini Shiny Pokémon koji je stalan član Pokémon animirane serije. Isto tako, jedinstven je kao Pokémon jer može učinkovito rabiti Normalne napade na Pokémon Duhovima, kao i rabiti Psihičke napade. Pametan i lukav, Noctowl je jedan od starijih članova Ashova tima. Ash je rabio Noctowla u Johto regiji, no ostavio ga je u laboratoriju profesora Oaka prije odlaska u Hoenn regiju.
- Phanpy → Donphan

Nakon što je pobijedio u Pokémon utrci u Johto regiji, Ash je dobio jaje koje se kasnije izleglo u Phanpyja. Ovaj je Pokémon najmlađi član Ashova tima, iako njegov nedostatak iskustva nadoknađuje svojom snagom. Ash je rabio Phanpyja u Johto ligi, ali ga je ostavio u laboratoriju profesora Oaka prije polaska u Hoenn regiju. Doduše, nakon što se Ash vratio iz Hoenn regije, otkrio je da se Phanpy osjećao zapostavljenim i da želi biti dio Ashova tima. Otada je pokazao zrelije ponašanje od mladog Pokémona viđenog u Johto regiji. Phanpy se razvio u Donphana tijekom borbe protiv Tima Raketa. Doduše, unatoč novostečenoj veličini i snazi, Donphan i dalje ima osobnost mladog djeteta, što se ponekad loše odrazi na manjim Pokémonima s kojima se Donphan pokuša igrati. Unatoč djetinjastoj naravi, Ash je Donphana rabio u brojnim borbama, uključujući i borbu s Lucy i njenim Seviperom. Kako bi svježe započeo svoje putovanje u Sinnoh regiji, Ash je Donphana ostavio kod profesora Oaka.
- Taillow → Swellow

Ash je uhvatio Taillowa u epizodi You can never Taillow i ujedno je to bio prvi Pokémon kojeg je Ash uhvatio u Hoenn regiji. Taillow je bio vođa jata koje je živjelo u Petalburg šumi. Kako nije mogao pobijediti tvrdoglavog Taillowa, Ash ga je uhvatio te ga je rabio kako bi izvidio okolicu ili probušio balone Tima Raketa. Tijekom PokéRinger natjecanja protiv Jamesa i Dustoxa, Taillow se razvio u Swellowa. Njegov najveći trenutak bio je u dvoranskoj borbi za Ashov šesti bedž gdje se borio protiv Shiny Swellowa koji je znao tehniku Zračnog asa (Aerial Ace). Nakon dulje vježbe nakon borbe Ashov je Swellow usavršio tu tehniku. Swellow je isto tako sposoban oduprijeti se Električnim napadima koji bi mu inače jako naškodili, ili zbog velike izdržljivosti ili pak ekstremne odlučnosti. Isto tako, poznata je njegova izdržljivost u duljim borbama, gdje je često sposoban pobijediti više protivnika unatoč masivnoj šteti koju primi. Swellow je jedan od šest Pokémona koje je Ash rabio u Hoenn ligi. Uz njegovu impresivnu brzinu i izvrsnim zračnim manevrima, Swellow se smatra jednim od Ashovih najsnažnijih i najcjenjenijih članova. Kako je Ash htio započeti svoje putovanje u Sinnoh regiji samo s Pikachuom, ostavio je Swellowa u laboratoriju profesora Oaka.
- Treecko → Grovyle → Sceptile

Otkad je Ash uhvatio Treecka, postao je jedan od Ashovih najstarijih članova tima u Hoenn regiji. Treecko je bio osamljen Pokémon, koji je više volio svoje trenutke osame na vrhu nekog drveta od društva ostalog tima. Iznenađujuće, Treecko nije poznavao nijednu Travnatu tehniku kada se prisružio Ashovu timu, no Ash ga je kasnije naučio tehniku Sjemenog metka (Bullet Seed). Jedna zamjetna Treeckova karakteristika jest ta da u ustima drži malenu grančicu s drveta iz Petalburg šume. Nosi je uokolo sa sobom i veoma često stavlja je u usta kao znak prkosa prema protivnicima. Nakon što se razvio u Grovylea tijekom borbe s Loudredom, prva stvar koju je učinio bilo je korištenje svoje nove tehnike Lisnate oštrice (Leaf Blade) da bi odrezao veću grančicu s obližnjeg drveta. Grovyle je pomogao Ashu u borbi protiv Normanova Slakinga za Ashov peti bedž u Hoenn regiji, kao i jedan od šest Pokémona koje je rabio u Hoenn ligi. Kasnije, tijekom borbe s Tropiusom u Battle Frontier sagi, Grovyle je pobijedio Pokémona, no kasnije je shvatio kako je Meganium sestre Joy, u koju je bio zaljubljen, bila zaljubljena u divljeg Tropiusa. Ovo je saznanje zdrobilo Grovyleov duh, no kada je Tim Raketa napao Meganiuma, razvio se u Sceptilea da bi je obranio, čineći ga četvrtim Pokémonom 2. stupnja koje je Ash ikad imao u svom timu (uz Butterfreeja, Charizarda i Pidgeota). Ova evolucija, kao i odbijanje njegove ljubavi prema Meganium, izazvalo je mentalne šokove koji su spriječili Sceptilea da uspješno rabi svoje napade. Srećom, nekoliko epizoda kasnije, Ash i društvo susreću Spensera zaduženog za Borbenu palaču. Njegova je pomoć pomogla Sceptileu da vrati svoju snagu, a tijekom borbe za Simbol duha, otkriveno je da Sceptile može rabiti Sunčevu zraku (Solar Beam) koju je upotrijebio da bi pobijedio Spenserova Claydola. Sceptile je otad postao jedan od Ashovih najsnažnijih Pokémona, dovoljno snažan da se samostalno održi u borbi protiv pojedinih Legendarnih Pokémona. Ash je ostavio Sceptilea u laboratoriju profesora Oaka prije odlaska u Sinnoh.
- Corphish

Ash je uhvatio Corphisha na otoku Dewfordu tijekom treninga za njegov drugi bedž Hoenn lige. Osim što je poznat po svojoj ljubomori kada neki Pokémon iz Ashova tima evoluira, Corphish je veoma pouzdan Ashov Pokémon. Corphishova je Zraka mjehurića (Bubblebeam) prošla kroz nekoliko nijansi boja kroz sezonu Pokémon animirane serije. Ash je ostavio Corphisha uz ostale Pokémone u laboratoriju profesora Oaka prije odlaska u Sinnoh regiju.
- Torkoal

Ash je uhvatio svog Torkoala u Hoennu netom nakon borbe s onim koji je pripadao Flannery. U početku Torkoal pokazuje probleme u vlastitom samopouzdanju jer često plače i ispušta dim kao znak uzbuđenja. Ponekad zaplače bez ikakva razloga. Ash je ostavio Torkoala u laboratoriju profesora Oaka nakon putovanja kroz Hoenn. Kasnije se ponovo pojavio u Ashovu timu tijekom borbe protiv Brandonova Registeela. Unatoč velikom otporu koji je pružio i fantastičnoj borbi, Torkoal je nakon duljeg vremena izgubio.
- Snorunt → Glalie

Dok je bio na otoku Izabe, Ash je uhvatio Snorunta koji je bio veoma nestašne prirode. Snorunt je često zamrzavao predmete bez ikakva razloga, ili kao šalu, a kada se prvi put pojavio, ukrao je Ashove bedževe. Doduše, njegova je preciznost bila loša te je njegova Ledena zraka (Ice Beam) obično bila neuspješna u borbama. Ash je uporno radio na tome do Snoruntove evolucije u Glaliea koji je zatim usavršio svoju Ledenu zraku nakon ohrabrenja Roberta u Grand Festivalu. Glalie se pojavio samo u Ever Grande konferenciji za Pokémon trenere jer ga je Ash ostavio kod profesora Oaka čim se vratio iz Hoenn regije.

- Starly → Staravia → Staraptor

Ash je uhvatio Starlyja na kraju druge epizode Diamond i Pearl sage, nalik hvatanju Taillowa koji je bio prvi Pokémona kojeg je uhvatio u Hoenn regiji. Nakon razvijanja u Staraviu tijekom borbe s Timom Raketa, Staravia je postao jedan od vitalnih članova Ashova tima i često biva prizvan kada je potrebna pomoć u potragama. Staravia se razvija u Staraptora tokom letačkog natjecanja, poput onog što se održao u Hoenn regiji. Staraptor pobjeđuje Honchkrowa i Paula, te tako pobjeđuje natjecanje zajedno s Ashom.
- Turtwig → Grotle → Torterra

Ash je Turtwiga uhvatio na kraju pete epizode Diamond i Pearl sage, "Get Turtwig!". Razvivši se u Grotlea tijekom borbe protiv Paulovog Honchkrowa, Grotleova se snaga povećala. Ipak, nakon evolucije, njegova se okretnost znatno smanjila, zbog čega posrće u borbama. U međuvremenu, Grotle je ovladao nekoliko snažnih napada poput energetske lopte koju ponekad upija u samog sebe kako bi ojačao svoje vlastite napade i energiju. Kasnije je Grotle evoluirao u Torterru u epizodi The Fleeing Tower of Sunyshore. Sada je trenutačno Torterra u laboratoriju Profesora Oaka.
- Chimchar → Monferno → Infernape

Nakon što je Paul oslobodio svog Chimchara netom nakon što su ga njegovi Pokémoni teško pretukli, Ash je upitao Chimchara želi li se pridružiti njegovu timu. Odlučio je putovati s Ashom, u korišten u je Tag Battle sagi gdje se borio u istom timu kao i njegov bivši trener. Chimchar se teško privikava na Ashov tim jer mu nije poznat osjećaj povezanosti između trenera i Pokémona. Nakon dužeg putovanja u Sinnoh regiji, Ash i Chimchar su se zaista povezali što je dokazano u prvoj punoj borbi Asha protiv Paula, gdje unatoč teškom gubitku, Chimchar se razvija u Monferna kako bi podržao svoj tim. Kasnije je Monferno evoluirao u Infernapea u epizodi Fighting Ire With Fire. Sada je trenutačno u laboratoriju Profesora Oaka.
- Buizel

U jednoj od Diamond i Pearl epizoda, Dawn započinje s pripremama za Pokémon Izložbu. Ipak, Dawnin je Buizel previše zainteresiran za Ashov način treniranja i radi toga se ne može usredotočiti na Dawnine pripreme za Pokémon Izložbe; istovremeno, Ashova Aipom ima iste probleme jer je više zanima Dawnin način treniranja za Pokémon Izložbe. Zoey predloži Ashu i Dawn da razmjene svoje Pokémone, što oni i učine, te Buizel postaje jedan od Ashovih aktivnih Pokémona.
- Gible

Iako se još nije pridružio Ashovom timu, japanska oficijalna Pokemon stranica je potvrdila dolazak Gibla u Ashov tim u narednim epizodama. Naime Ash namjerava pomoći Giblu da nauči zmajev meteor, ali izgleda da ne ide baš sve po planu.

### U treningu
Pokémoni koje je Ash ostavio u raznim lokacijama tijekom njegova putovanja kroz Johto regiju. Ovi se Pokémoni, poput Pokémona u laboratoriju profesora Oaka, mogu pozvati u bilo koje vrijeme da se vrate u Ashov tim.
- Charmander → Charmeleon → Charizard

Ash, Misty i Brock naišli su na Charmandera koji je sjedio na kamenu u divljini. Charmander je u početku pripadao drugom treneru koji ga je napustio na kamenu tijekom snažnog pljuska kada se Charmanderov plamen na repu gotovo ugasio te je vjerovao da je Charmander veoma slab Pokémon. Ash je odveo Charmandera u obližnji Pokémon centar nakon njegova dugog izlaganja na kiši i jatu zlovoljnih Spearowa. Nakon što se oporavio Charmander je odbio svog dotadašnjeg trenera i pridružio se Ashovu timu. U ovom stadiju bio je veoma sretan i odan Pokémon. Doduše, zbog nekog razloga, nakon evolucije u Charmeleona, njegova se narav u potpunosti promijenila te se htio boriti samo protiv snažnih Pokémona, potpuno odbacujući svaku Ashovu naredbu.
Ubrzo nakon prve evolucije Charmeleon se razvio u Charizarda da bi se borio protiv Aerodactyla koji je oteo Asha. Doduše, Charizardova se narav još više pogoršala, što je uzrokovalo Ashov poraz u Indigo ligi. No, kada je Charizard bio u kritično ranjen u borbi protiv snažnog Poliwratha, Ash je nesebično ostao budan čitavu noć da bi ga njegovao, čime je zaslužio Charizardovo povjerenje. Otada je Charizard odano služio Ashu kao njegov najmoćniji Pokémon, čak i nakon što ga je Ash ostavio u Charicific dolini da bi se usavršavao. Charizard ima naviku da pronađe put k Ashu kada mu je potrebna Charizardova pomoć u nekim od najvećih Ashovih borbi.
Charizard je jedan od nekoliko Pokémona 2. stupnja koje je Ash imao u svom timu, te se smatra Ashovim najsnažnijim Vatrenim Pokémonom koji je sposoban rabiti Zmaj napade. Njegovo završni i potpisni napad jest njegov Seizmički udar (Seismic Toss) i rijetki su Pokémoni uspjeli izbjeći taj napad. Charizard je isto tako jedinstven po tome što je jedan od dva "obična" Pokémona u čitavoj seriji koji je uspio pobijediti Legendarnog Pokémona Articuna u borbi protiv Nolanda iz Borbene tvornice. Ova je borba Charizardu dala priliku da iskoristi svoj najjači napad, Pregrijavanje (Overheat). Prije odlaska u Charicific dolinu Charizard je bio jedan od Ashovih najstarijih Pokémona koji je obično uživao u osami dok su se drugi Pokémoni zabavljali. Obično, kada se vrati u Ashov tim, rabi svoj Bacač plamena na Ashu da bi ga podzravio. Manje suparništvo javilo se s Traceyjevim Schyterom tijekom putovanja Orange otocima. Charizard se, uz Squirtlea i Bulbasaura, pojavio u Ashovoj revanš borbi protiv Brandona, vođe Borbene piramide. Charizard se ponovno pojavio u Unova regiji.
- Squirtle

Nakon što ga je napustio trener Squirtle je postao vođa odmetničke grupe koju su sačinjavali napušteni Squirtlei, kada ga je i Ash prvi puta sreo. U početku su bili nepovjerljivi prema ljudima, no Squirtle je bio dirnut kada je vidio kako je Ashu stalo do Pikachua. Nakon što je grupa spasila obližnji grad od šumskog požara, Squirtle se pridružio Ashovu timu u njegovu putovanju, dok je ostatak grupe postao vatrogasni odjel toga grada. Kasnije, tijekom Orange lige, Squirtle je sreo Wartortlea, no oba su Pokémona kasnije postali prijateljski suparnici. Tijekom Johto lige, Squirtle se vratio svojim starim prijateljima, nakon što je vidio u kakvu su lošem stanju bez njihova vođe. Doduše, kasnije se opet vratio u Ashov tim tijekom Silver konferencije za Pokémon trenere, no kasnije se opet vratio svojoj grupi. Nakon konferencije Squirtle je bio odsutan tijekom ostalih epizoda, no ponovo se vratio u Ashov tim (uz Charizarda i Bulbasaura) radi borbe u Ashovu posljednjem meču protiv Brandona.
Squirtle i članovi grupe nose crne sunčane naočale. Ashov Squirtle nosi te naočale samo kada upada u određene borbe ili se junački ponaša na bilo koji način. Squirtle je viđen kako nosi naočale kada su on, Ashovi, Mistyjini i Traceyjevi Pokémoni pronašli Elekida u filmu "Pikachu's Rescue Advanture ".
- Gligar → Gliscor

Ash je uhvatio Gligara tijekom epizode "Gliscor and Gligar! Go Through the Maze of Wind!". Gligar je bio član bande Gligara, vođen Gliscorom (kojeg je uhvatio Paul). Banda se raspala, a Ash je uhvatio Gligara. Gligar ima naviku da, kada izađe iz Pokelopte, namigne, obliže se, i sruši na Asha. Gligar se u Gliscora razvio tijekom epizode "Gligar! Wings of Friendship!!!" Duže vremena poslije, Gliscor je zaista postao jedan od Ashovih najsnažnijih Pokemona, ali je zadržao istu osobnost kao i prije. Kako bi Gliscor načio što bolje letjeti niz vjetar, uz tužan rastanak, Ash ga ostavlja kod starca, eksperta u letu kako bi usavršio njegove letačke sposobnosti.

### Oslobođeni Pokémoni
Zbog raznih razloga, Ash je iza sebe ostavio razne Pokémone koje je uhvatio. Za razliku od Pokémona koji se nalaze u laboratoriju, ili Charizardu i Squirtleu, ove Ash ne može vratiti natrag u svoj tim na ikakav način. Ash je obećao mnogim od ovih Pokémona da će im se vratiti, no dosad nije uspio to učiniti. Doduše, neki od njih prikazani su na 10. otvaranju Džepnih čudovišta, zbog čega se vjeruje da će ih Ash ponovo vidjeti.
- Caterpie → Metapod → Butterfree

Prvi Pokémon kojeg je Ash ikad uhvatio bio je Caterpie. Isto tako, to je prvi Pokémon kojeg je Ash uhvatio bez ikakva truda. U Metapoda se razvio sljedećeg dana. Metapod je viđen tjedan dana kasnije, u borbi protiv još jednog Metapoda, gdje je mogao rabiti samo Otvrdnjavanje (Harden). Ubrzo zatim, razvio se u Butterfreea, čineći ga prvim Pokémonom 2. stupnja kojeg je Ash imao u svom timu. Butterfree je najčešće rabio svoje napade koji izazivaju status efekte. Tijekom boravka na brodu Sveta Ana, Ash je razmijenio Butterfreea za Raticatea, no odmah ga je vratio natrag. Ash je oslobodio Butterfreea tijekom njihove sezone parenja s njegovim partnerom, ružičastim Butterfreeom, čineći ga prvim Pokémonom kojeg je Ash oslobodio natrag u divljinu. Sada Ashov Butterfree oko vrata nosi žuti šal koji mu je Brock dao prije odlaska. Postoji mogućnost da će se Butterfree ponovo pojaviti jer je viđen tijekom japanskih otvaranja.
- Pidgeotto → Pidgeot

Drugi Pokémon kojeg je Ash uhvatio bio je Pidgeotto. Pidgeotto se Ashu pokazao korisnim izvan borbi, pogotovo za bušenje balona Tima Raketa ili kada bi svojim Zamahom (Gust) otpuhao Dimnu zavjesu (Smokescreen) Jamesova Koffinga/Weezinga. Ubrzo nakon Ashova povratka u grad Pallet, Pidgeotto se razvio u Pidgeota kako bi zaštitio jato Pidgeyja i Pidgeotta od jata Spearowa i Fearowa koji su ih terorizirali. Ash je Pidgeota ostavio tamo kako bi bio njihov čuvar. Ash je rekao Pidgeotu da će se vratiti po njega nakon izazova na Orange otocima te se čak sjetio da ga ima tijekom epizoda u Johto regiji, iako se Pokémon nije pojavio nijednom u narednim epizodama izuzev nekoliko scena u japanskim otvorenjima i zatvaranjima, uz mnoge Ashove Pokémone. Postoji mogućnost da će Pidgeot imati ulogu u desetom Pokemon filmu jer je Ash viđen kako se vozi na jednom Pidgeotu na nekoliko trailera.
- Primeape

Kao divlji Mankey, ukrao je Ashovu kapu, iako se razvio u Primeapea u vrijeme kada ga je Ash uhvatio uz pomoć svog Charmandera i njegove tehnike Bijesa (Rage). Primeape je kratko bio u Ashovu vlasništvu jer ga je ovaj odlučio dati drugom treneru da bi se Primeape mogao natjecati u P-1 turnirima, iako se pojavio u desetom japanskom otvorenju, "Spurt!", uz mnoge Ashove Pokémone.
- Lapras

Ash je pronašao mladu bebu Laprasa kada je stigao na Orange otoke. Kako je propustio trajekt za sljedeći otok, i kako je Laprasovo jato već bilo udaljeno, Ash je ponio Laprasa sa sobom, rabeći ga kao primarni način prijevoza između otoka, kao i sredstvo za borbu protiv Vođa dvorana Orange otoka. Ubrzo nakon što je pobijedio u natjecanju za Orange šampiona, Ash je pronašao Laprasovo jato i vratio ga u njegovu obitelj. Lapras se od svog odlaska vratio samo jednom i to u epizodi Lapras of luxury, otkad je dobio položaj vođe u svom jatu radi svoje hrabrosti. Kada je Ash ugledao Laprasa, gotovo ga nije prepoznao, i bio je iznenađen koliko je Lapras narastao. Lapras se pojavio u desetom japanskom otvorenju, "Spurt!", uz mnoge Ashove Pokémone.

### Sprijateljeni Pokémoni
Ash je sprijateljio nekoliko Pokémona tijekom svog putovanja, iako ih nije uhvatio. neki od njih prikazani na desetom otvaranju Džepnih čudovišta, sugerirajući na to da će ih se još vidjeti.
- Haunter, Gastly, Gengar

Ash je sreo Hauntera, Gastlyja i Gengara u Pokémon tornju u gradu Lavanderu. Haunter se, uz ostale Pokémon Duhove, igrao s Ashom nakon što je Ashov duh bio odvojen od njegova tijela na koje je pao veliki luster. Doduše, nakon što se Ash vratio u svoje tijelo, Haunter se složio da će se pridružiti Ashovu timu kako bi pobijedio Sabrinine Pokémone. Kada su stigli u grad Saffron, nestao je, no na kraju se vratio da bi se borio. Nije bio toliko zainteresiran za borbu koliko za šale, čime je imobilizirao Sabrininu Kadabru, što je nagnalo Asha da ga ostavi Sabrini.
- Larvitar

Nakon što je Ash osvojio svoj osmi bedž Johto lige, profesor Elm zamolio ga je da vrati Larvitara u njegov dom na planini Silver, prije otvaranja Silver konferencije za Pokémon trenere. Larvita je veoma nepovjerljiv prema ljudima, te se u početku otvorio samo Ashu, Pikachuu i Brockovom Geodudeu. Sada živi na planini Silver sa svojom majkom koja je Tyranitar. Oba su se pojavila u desetom otvaranju "Spurt!", uz Ashove ostale Pokémone. Ash je izlegao Larvitara iz jajeta. Rabio ga je u borbi samo jednom, u epizodi "Address Unown!".

## Obitelj
Ashova je majka Delia Ketchum (ili Hanako u Japanu). Ona je brižna, iako uporna žena koja Asha često gnjavi da svakoga dana mijenja svoje donje rublje, što je geg koji prati čitavu animiranu seriju. Postoji mnogo špekulacija o identitetu Ashova oca, koji je zasada nepoznat, iako je jednom spomenut u Pokémon animiranoj seriji, kada je Ashova majka preko telefona rekla Ashu kako je iznenađena da je Ash tako brzo stigao u grad Viridian, dok je njegovu ocu trebalo četiri dana te kako će se njegov otac jako ponositi njime. U Pokémon Live! zabavnom programu, koji nije dio animirane serije, rečeno je da je Giovanni, šef Tima Raketa, imao vezu s Ashovom majkom. Delia ima Mr. Mimea imena "Mimie" koji joj pomaže u obavljanju kućanskih poslova.

## Neprijatelji
Jessie, James i njihov Pokémon Meowth Ashovi su najveći protivnici, iako ponekad rade zajedno s Ashom da bi mu pomogli u nekim situacijama (poput one u filmu Pokémon: The Movie 2000). 
Od druge epizode Pokémon animirane serije njih troje pokušava ukrasti Ashova Pikachua, iako svaki put neuspješno.
Pored Tima Rakete, Ash je stekao brojne neprijatelje u Hoenn i Sinnoh regiji u Timu Akva i Magma i Timu Galaktiku. Međutim, unatoč njihovim planovima, Ash i njegovi prijatelji su ih spriječili u njihovim nakanama.

## Suparnici
Ash je imao brojne suparnike tijekom čitave animirane serije, neke kroz pojedine regije, a druge kroz Pokémon natjecanja. Tijekom Orange i Battle Frontier epizoda, Ash nije imao suparnika.

### Suparnici kroz Kanto regiju
Kroz Kanto i Johto epizode, Ash je imao veliko suparništvo s Garyjem Oakom. Na svoj deseti rođendan Ash je trebao dobiti svog prvog Pokémona. No, prespavao je, i dok je stigao do laboratorija profesora Oaka, svi početni Pokémoni (Bulbasaur, Charmander i Squirtle) bili su već podijeljeni (njegov prvotni izbor bio je Squirtle, kojeg je, spletom okolnosti, izabrao Gary) te je morao započeti putovanje s Pikachuom. Njihovo suparništvo vuče korijene iz njihova djetinjstva, te je na prirodan način preneseno u njihov život Pokémon trenera. Doduše, Gary je čitavu Kanto sagu proveo jedan korak ispred Asha, obično ismijavajući Ashov nedostatak vještina kada bi se sreli. Ash je naposljetku završio jedan krug ispred Garyja u Indigo ligi, iako se nisu borili. Nakon putovanja kroz Orange otoke, Ash je sreo Garyja u gradu Palletu. Tijekom tog susreta Gary ga je pobijedio u borbi, što je vratilo njihovo suparništvo. Doduše, tijekom Johto sage, Gary je počeo poštovati Asha i, kada su se susreli na turniru, bio je mnogo zreliji. Ash je na turniru pobijedio Garyjeva Blastoisea svojim Charizardom te je Gary odlučio prekinuti svoju karijeru Pokémon trenera i započeti onu Pokémon istraživača, što je prekinulo njihovo dugogodišnje suparništvo. Ash je kasnije ponovo sreo Garyja u gradu Palletu nakon što je pobijedio u Borbama bez granica. Nakon što se upravo vratio iz Sinnoh regije, Gary sa svojim novim Electivireom izaziva Asha na borbu u kojoj Electivire pobjeđuje Ashova Pikachua. Gary obznani kako ima namjeru vratiti se u Sinnoh, što potakne Asha da i sam ode tamo.
Tijekom Indigo turnira Ashov je suparnik bio Richie, gotovo identičan trener kao i Ash, koji je čak imao pojedine Pokémone koje je i Ash imao. Richie je pobijedio Asha u borbi nakon što je Charizard odbijao boriti se s Richiejevim Pikachuom, no nakon turnira ostali su jako dobri prijatelji. Richie i Ash ponovo su se susreli na Whirl otocima u Pokémon: Master Quest epizodi "The Mystery of History". U ovoj sagi, koja se sastoji od epizoda "The Mystery of History", "A Parent Trapped" i "A Promise is a Promise", pronalaze mladog Lugiu i njegovu majku, i spase ih od Tima Raketa.

### Suparnici kroz Johto regiju
Ash je na početku svog putovanja u Johto regiji upoznao mladu Pokémon trenericu Casey, koja je tek započela svoje putovanje. Casey obožava bejzbol i veliki je fan Electabuzz tima. Odabire Chikoritu za svog početnog Pokémona, i prethodno je uhvatila Pidgeyja i Rattatu. Kasnije Ash u borbi rabi svog Charizarda protiv nje, i pobijedi u svakom krugu rabeći samo jedan napad. Tim Raketa uvjeri Casey da je Ash varao, na što ona od Asha traži revanš borbu. No, tijekom borbe, Tima Raketa pokuša ukrasti Ashove i Caseyjine Pokémone. Ash i Casey udruže snage i zaustave Tim Raketa. Uvjerena kako Ash nije varalica Casey odluči nastaviti s treningom te njih dvoje razviju manje suparništvo. Ash i Casey kasnije se ponovo sretnu u natjecanju u hvatanju buba. Ash pobijedi u natjecanju, no daruje joj Beedrilla kojeg je uhvatio.
Tijekom Johto lige Ash je pronašao suparnika u treneru imena Harrison koji je imao moćnog Blazikena. Harrisonov je Blaziken na kraju pobijedio Ashova Charizarda u posljednjem krugu, što je Harrisonu dopustilo ulazak u četvrtfinale. Harrison je izgubio u sljedećem meču jer je Blaziken tijekom borbe s Charizardom zadobio teže ozljede te se nije mogao boriti. Nakon toga Harrison je krenuo natjecati se u Indigo ligu, potičući Asha da nastavi svoje putovanje u Hoenn regiji, iz koje Harrison potječe.
Ash sreće Jascksona (koji je poznat i kao Vincent) iz filma Legend of Thunder. Kada su se Ash i Vincent borili, njihov je meč bio izjednačen, iako je Ash nastavio dalje kroz turnir, i na kraju se borio s Garyjem i Harrisonom.

### Suparnici kroz Hoenn regiju
Netom prije i tijekom turnira Hoenn lige, Ash je imao veće suparništvo s trenerom imena Morrison, čiji je potpisni Pokémon bio Beldum (koji je kasnije evoluirao u Metanga). Morrisonovi ostali poznati Pokémoni jesu Swampert, Growlithe, Girafarig, Steelix i Gligar. Ash je na kraju uspio pobijediti Morrisona rabeći svog Glaliea u posljednjem krugu protiv Morrisonova Metanga.
Ash je pronašao suparnika i u treneru Tysonu, treneru s Meowthom (u čizmama). Njegov Meowth u čizmama hoda na dvije noge zbog ozljeda koje je zadobio u borbi s Persianom. Meowth u čizmama uspio je pobijediti Ashova Pikachua, dopustivši Tysonu da nastavi napredovati do četvrtfinala, kako bi na kraju postao šampion Hoenn lige.

### Suparnici kroz Sinnoh regiju
U Sinnoh regiji, Ash upoznaje arogantnog, nepažljivog trenera Paula, koji ubrzo postaje Ashov novi suparnik. Paul teži hvatanju samo snažnih i moćnih Pokémona. Paul oslobađa svakog Pokémona koji nije dovoljno snažan da se slaže s njegovim standardima.
Kroz svoje dalje putovanje, Ash susreće Barryja, mladog aktivnog trenera koji je također iz gradića Twinleaf. Barry je veliki Paulov fan i slijedi njegove trenerske metode i želi biti kao on jednog dana. Unatoč svome načinu treninga, Barry je veoma socijalna osoba te se ne ustručava reći svoje mišljenje.

### Suparnici kroz Unova regiju
U Unova regiji, Ash upoznaje Pokemon trenera Tripa koji postaje njegov rival. Njihovo se rivalstvo završilo kad ga je Ash po prvi put u životu porazio, a to je bilo u Unova ligi.
U Unova regiji, Ash je imao jednu suparnicu Biancu.
Još jedan Ashov suparnik u Unova regiji je bio Cameron od kojeg je izgubio u četvrtfinalu Vertress Konferencije.